# Soufian Benyamina
Soufian Benyamina (Berlín, Alemania, 2 de marzo de 1990) es un futbolista alemán que juega en el FC Viktoria 1889 Berlín, de la Regionalliga Nordost de Alemania. Es hermano del también futbolista Karim Benyamina. El 8 de diciembre de 2012, Soufian Benyamina hizo su debut en la Bundesliga con el primer equipo del VfB Stuttgart en una victoria 3-1 sobre FC Schalke 04.

## Clubes
| Club                    | País     | Año       |
| ----------------------- | -------- | --------- |
| FC Carl Zeiss Jena      | Alemania | 2009-2010 |
| VfB Stuttgart II        | Alemania | 2010-2012 |
| VfB Stuttgart           | Alemania | 2012      |
| Dinamo Dresde           | Alemania | 2013      |
| SC Preußen Münster      | Alemania | 2013      |
| Dinamo Dresde           | Alemania | 2013-2014 |
| SV Wehen Wiesbaden      | Alemania | 2014-2015 |
| FC Hansa Rostock        | Alemania | 2015-2017 |
| Pogoń Szczecin          | Polonia  | 2018-2020 |
| VfB Lübeck              | Alemania | 2020-2021 |
| FC Viktoria 1889 Berlín | Alemania | 2021-2022 |